# Bresca (Gerri de la Sal)
Bresca és un poble petit del terme municipal de Baix Pallars, a la comarca del Pallars Sobirà. Pertanyia a l'antic terme, suprimit el 1969, de Gerri de la Sal.
És al sud de l'antic cap de municipi, Gerri de la Sal, a l'esquerra i a prop de la Noguera Pallaresa, aturonada a la dreta del Riu Major, al capdamunt de la Roca de la Crestellera. 	
Pertanyen a Bresca algunes masies i bordes, com ara la Casa de Romaior, la Borda de Camacrua, la d'Escales, la de Josepàs, la de Manyanet, la de Simoneta i la Cabana de Teixidor.
Bresca té l'església de Sant Miquel en el mateix poble i conserva les restes de l'antic castell.

## Etimologia
El nom del poble prové del mot comú bresca, segons Joan Coromines, en al·lusió als 
merlets del castell del poble o a la silueta de les cases del mateix retallades sobre el cel. Es tractaria, així, doncs, d'un topònim ja romànic, medieval, de caràcter descriptiu.

## Geografia

### El poble de Bresca
El poble és en un coster, amb les seves quasi vint cases agrupades a l'entorn de l'església de Sant Miquel, sota el penyal, Rocastell, on hi havia hagut el [[Castell de 
Bresca|castell]].

#### Les cases del poble[2]
| - Casa Armat - Casa Blanco - Casa Camacrua - Casa Favà | - Casa Gasparet - Casa Guerxo - Casa Geroni - Casa Manró | - Casa Manset - Casa Marta - Casa Miquelet | - Casa Pui - La Rectoria - Casa Teixidor | - Casa Toà - Casa Toaret - Casa Xerella |

## Història

### Edat mitjana
El lloc de Bresca, la seva església de Sant Miquel i el Bosc de Pentina foren donats al monestir de Santa Maria de Gerri el 910 pel comte Isarn. Per 
tant, l'existència del poble de Bresca és anterior al mític any 1000. Al llarg de tota l'edat mitjana, el castell i el lloc de Bresca foren sovint residència dels abats del monestir de Gerri en els moments 
conflictius de les pugnes entre el monestir i el comte de Pallars.

### Edat moderna
A l'inventari de les possessions del monestir de Gerri, del 1777, es descriu aquest poble dient que tenia en aquell moment 14 cases, la major part pobríssimes. S'hi esmenta el castell com ja en ruïnes.

### Edat contemporània
Pascual Madoz dedica un article del seu Diccionario geográfico... a Bresca. S'hi pot llegir que el poble està situat en un turó envoltat d'altres turons més elevats, on és combatut pels vents del nord i de llevant. El clima hi és fred, però força sa, ja que només s'hi pateixen algunes inflamacions i apoplexies. Tenia en aquell moment 10 cases, amb una església, dedicada a Sant Miquel, sufragània de la de Gerri de la Sal. Esmenta el Riu Major com a Romeyo, les aigües del qual reguen uns quants horts de Bresca.
S'hi collia blat, ordi, moltes patates, poc raïm, i hi havia sobretot vaques, però també ovelles i altre bestiar. Hi havia caça de conills i perdius, i pesca de truites al Riu Major. També hi havia dos molins, que ja estaven en decadència. La població, la comptabilitza juntament amb Gerri de la Sal.

## Demografia
| 1970 | 1981 | 2000 | 2002 | 2004 | 2006 | 2008 | 2010 | 2011 | 2013 |
| ---- | ---- | ---- | ---- | ---- | ---- | ---- | ---- | ---- | ---- |
| 16   | 16   | 6    | 8    | 8    | 13   | 16   | 17   | 17   | 17   |

## Cultura popular
A Bresca, gent de l'esca, diu la dita popular, a la comarca.

## Comunicacions
Bresca és a 3 quilòmetres de Gerri de la Sal, seguint la carretera nacional en direcció sud i trencant per la pista de Baén.